# Danh sách giải thưởng và đề cử của Justin Bieber

## Giải thưởng và Đề cử

### Grammy Awards
| Năm  | Đề cử / Tác phẩm | Giải thưởng                          | Kết quả   |
| ---- | ---------------- | ------------------------------------ | --------- |
| 2016 |                  | Giải Grammy cho thu âm nhảy hay nhất | Đoạt giải |

### American Music Awards(AMA)
| Năm  | Đề cử / Tác phẩm | Giải thưởng                                       | Kết quả   |
| ---- | ---------------- | ------------------------------------------------- | --------- |
| 2010 |                  | Nghệ sĩ nam trong thể loại Pop/Rock được ưa thích | Đoạt giải |
| 2010 | My World 2.0     | Album trong thể loại Pop/Rock được ưa thích       | Đoạt giải |
| 2010 |                  | T-Mobile Nghệ sĩ đột phá được yêu thích của năm   | Đoạt giải |
| 2010 |                  | Nghệ sĩ được yêu thích của năm                    | Đoạt giải |

### BET Awards
| Năm  | Đề cử / Tác phẩm | Giải thưởng               | Kết quả   |
| ---- | ---------------- | ------------------------- | --------- |
| 2010 |                  | Nghệ sĩ mới xuất sắc nhất | Đoạt giải |

### Brit Awards
| Năm  | Đề cử / Tác phẩm | Giải thưởng             | Kết quả   |
| ---- | ---------------- | ----------------------- | --------- |
| 2011 |                  | Nghệ sĩ quốc tế đột phá | Đoạt giải |

### Grammy
| Năm  | Đề cử / Tác phẩm | Giải thưởng                  | Kết quả |
| ---- | ---------------- | ---------------------------- | ------- |
| 2010 |                  | Nghệ sĩ mới xuất sắc nhất    | Đề cử   |
| 2010 | My World 2.0     | Album nhạc Pop xuất sắc nhất | Đề cử   |

### J-14 Icon Teen Awards
| Năm  | Đề cử / Tác phẩm | Giải thưởng                                                              | Kết quả   |
| ---- | ---------------- | ------------------------------------------------------------------------ | --------- |
| 2010 |                  | Biểu tượng của năm                                                       | Đoạt giải |
| 2010 |                  | Ca sĩ có cố gắng trong 3 lĩnh vực tiêu biểu (hoạt động, ca hát & vũ đạo) | Đề cử     |
| 2010 |                  | Nam ngôi sao tiêu biểu                                                   | Đoạt giải |
| 2010 |                  | Twitter tiêu biểu                                                        | Đoạt giải |
| 2010 | Baby             | Ca khúc tiêu biểu                                                        | Đoạt giải |
| 2010 |                  | Ca sĩ tiêu biểu                                                          | Đề cử     |

### Juno Awards
| Năm  | Đề cử / Tác phẩm | Giải thưởng            | Kết quả |
| ---- | ---------------- | ---------------------- | ------- |
| 2010 | My World 2.0     | Album của năm          | Đề cử   |
| 2010 | My World 2.0     | Album nhạc Pop của năm | Đề cử   |
| 2010 |                  | Nghệ sĩ mới của năm    | Đề cử   |

### Meus Prêmios Nick
| Năm  | Đề cử / Tác phẩm | Giải thưởng                    | Kết quả   |
| ---- | ---------------- | ------------------------------ | --------- |
| 2010 |                  | Nghệ sĩ quốc tế được yêu thích | Đoạt giải |

### MTV European Music Awards(EMA)
| Năm  | Đề cử / Tác phẩm | Giải thưởng               | Kết quả   |
| ---- | ---------------- | ------------------------- | --------- |
| 2010 |                  | Nghệ sĩ nam xuất sắc nhất | Đoạt giải |
| 2010 |                  | Nghệ sĩ mới xuất sắc nhất | Đề cử     |
| 2010 |                  | Nghệ sĩ đột phá           | Đoạt giải |

| rowspan="3"| 2012 || || Nghệ sĩ nam xuất sắc nhất || style="background: #99FF99; color: black; vertical-align: middle; text-align: center; " class="yes table-yes2"|Đoạt giải
|-
|}

### MTV Video Music Awards(VMA)
| Năm  | Đề cử / Tác phẩm | Giải thưởng               | Kết quả   |
| ---- | ---------------- | ------------------------- | --------- |
| 2010 | Baby             | Nghệ sĩ mới xuất sắc nhất | Đoạt giải |

### MTV Video Music Brazil(VBM)
| Năm  | Đề cử / Tác phẩm | Giải thưởng     | Kết quả   |
| ---- | ---------------- | --------------- | --------- |
| 2010 |                  | Nghệ sĩ quốc tế | Đoạt giải |

### MuchMusic Video Awards
| Năm  | Đề cử / Tác phẩm | Giải thưởng                                         | Kết quả   |
| ---- | ---------------- | --------------------------------------------------- | --------- |
| 2010 | Baby             | Video Quốc tế của năm dành cho nghệ sĩ người Canada | Đoạt giải |
| 2010 | One Time         | Video Quốc tế của năm dành cho nghệ sĩ người Canada | Đề cử     |
| 2010 | Baby             | Video được yêu thích                                | Đoạt giải |
| 2010 |                  | Nghệ sĩ mới được yêu thích                          | Đoạt giải |

### Myx Music Awards
| Năm  | Đề cử / Tác phẩm | Giải thưởng                  | Kết quả |
| ---- | ---------------- | ---------------------------- | ------- |
| 2010 | One Time         | Video quốc tế được yêu thích | Đề cử   |

### People Choice Awards
| Năm  | Đề cử / Tác phẩm | Giải thưởng                    | Kết quả |
| ---- | ---------------- | ------------------------------ | ------- |
| 2011 |                  | Nghệ sĩ đột phá được yêu thích | Đề cử   |
| 2011 | Baby             | Video ca nhạc được yêu thích   | Đề cử   |

### Teen Choice Awards
| Năm  | Đề cử / Tác phẩm | Giải thưởng             | Kết quả   |
| ---- | ---------------- | ----------------------- | --------- |
| 2010 | My World 2.0     | Album nhạc Pop          | Đoạt giải |
| 2010 |                  | Nam nghệ sĩ đột phá     | Đoạt giải |
| 2010 |                  | Nam nghệ sĩ             | Đoạt giải |
| 2010 |                  | Ngôi sao âm nhạc mùa hè | Đoạt giải |

### TRL Awards
| Năm  | Đề cử / Tác phẩm | Giải thưởng                   | Kết quả   |
| ---- | ---------------- | ----------------------------- | --------- |
| 2010 |                  | Nghệ sĩ quốc tế xuất sắc nhất | Đoạt giải |
| 2012 |                  | tốt nhất cái nhìn             | Đoạt giải |

### World Music Awards
| Năm  | Đề cử / Tác phẩm | Giải thưởng               | Kết quả |
| ---- | ---------------- | ------------------------- | ------- |
| 2010 |                  | Nghệ sĩ Pop xuất sắc nhất | Đề cử   |
| 2010 |                  | Nghệ sĩ mới xuất sắc nhất | Đề cử   |

### Young Hollywood Awards
| Năm  | Đề cử / Tác phẩm | Giải thưởng         | Kết quả   |
| ---- | ---------------- | ------------------- | --------- |
| 2010 |                  | Nghệ sĩ mới của năm | Đoạt giải |